# Nantes kunstmuseum
Nantes kunstmuseum (Musée des Beaux-Arts de Nantes) er et fransk kunstmuseum i Nantes.
Det blev grundlagt i 1801 med købet af François Cacaults kunstsamlingen og har været placeret i Palais des Beaux-Arts siden 1900.

## Samlinger
Museet har en bred samling af malerier fra det 13. århundrede til moderne kunst. Heriblandt med værker fra:
- Gustave Courbet
- Eugène Delacroix
- Georges Dufrénoy
- Georges de La Tour
- Jean Auguste Dominique Ingres
- Claude Monet
- Giuseppe Penone
- Pablo Picasso
- Rousseau
- Wassily Kandinsky

## Udvalgte malerier
- Léon Comerre, "Le Déluge"

47°13′10″N 1°32′50″V / 47.2194°N 1.5472°V